# Секретный агент Ройс
«Ройс» (англ. Royce) — американский телефильм.

## Сюжет
Правительство США сокращает военные расходы, и секретный отряд «Чёрная дыра», в котором служил Шейн Ройс, сокращают. Ройс уходит в отпуск, но его отряд решает заработать на пенсию. Часть сослуживцев во главе с расчётливым Кенном Гриббоном, приезжают в Советский Союз и угоняют поезд с ядерными боеголовками, чтобы продать их международным террористам. Ройсу приходится сражаться со своим бывшим отрядом.

## В ролях
- Джеймс Белуши — Шейн Ройс
- Питер Бойл — Хаггинс
- Мигель Феррер — Кенн Гриббон
- Энтони Хэд — Питлок
- Челси Филд — Марни Пэймер
- Пэрис Джефферсон — Бренда
- Джеймс МакКенна — Дэнни Скэнлон
- Майкл Шеннон — сенатор Скэнлон
- Сьюзан Динекер — Ди Скэнлон
- Андраш Балинт — Никалай Ромалофф
- Кристофер Фэйрбэнк — Купчак

## Интересные факты
- Фильм снят в Венгрии, в Будапеште, хотя по сюжету речь идёт о Киеве. Поэтому периодически в кадрах мелькают достопримечательности венгерской столицы, такие как Будайская крепость, цепной мост Сеченьи, купальни отеля «Геллерт».
- Кроме того, железнодорожный состав с боеголовками тянет за собой тепловоз MÁV M44, которого, разумеется, никогда не было в Советском Союзе из-за несоответствия ширины колеи.
- В титрах знаменитый венгерский актёр Андраш Балинт, назван как Никалай Ромалофф.